# 釋清嚴
釋清嚴法師（1924-1970），俗姓黃（或姓葉），名興華，湖北隨邑南鄉楊家村（或說是黃阪縣人），為台灣第二位以全身舍利保存下來的肉身菩薩。一生示現平凡，專注在修行與行持如法僧事，不尚莊嚴佛寺。清嚴法師的身教與言教「不愁無廟，只愁無道」，已於佛教界樹立良好的典範。對於將莊嚴佛寺當首務，忘失修行才是佛教本務者有很好的提醒效果。1970年於他一手創辦的海藏寺裡，於念佛中圓寂。

## 生平

### 出家因緣
民國二十二年，興華九歲時，因為家中兄長皆早逝，被母親送到黃陂古潭寺，由聖祥法師教經誦梵唄。民國二十五年，十二歲正式剃度出家。民國三十年於湖北漢陽歸元寺受具足戒。民國三十四年任漢口古德寺知客，協辦漢口市佛教會務。
國共內戰時期，為了避開戰亂，曾赴杭州靈隱寺掛單，也曾暫住六榕寺，後入香港東普陀寺住五年。
清嚴肉身菩薩以聖祥法師為皈依師，依臨濟宗百隆堂法派宗系顯示，清嚴屬「果」字輩，應該是第五十二代，清嚴之弟子屬「常」字輩，應該是第五十三代臨濟宗派傳承。雖然清嚴肉身菩薩系出禪門臨濟，卻側重以淨土念佛法門修持與接眾。

### 來台弘法
民國四十三年由港來台，住錫台北市南昌街十普寺三年，任職知客、維那之職，曾應白聖法師邀請，擔任三壇戒會的戒師。
民國四十六年間，在獅頭山短暫停留，利用嘉義市低矮的平房當佛寺，創建小靈山永明寺。民國四十九年一群信徒和慈善人士，為了「善護生物」，組織「長壽放生會」，推舉法師為會長，定期放生。
民國五十年清嚴法師從嘉義到台北，在臺北縣新店碧潭的芊蓁路，以一間民宅當佛寺，名為海藏寺，此地環境清淨，是適合修行的好地方。

### 圓寂及後事
民國五十九年三月二十五日，清嚴法師如往常早起供佛早課，清晨四點多時就圓寂了，世壽四十七歲。
圓寂前一個月，清嚴法師已事先預定兩口坐缸。某日法會結束，正巧外面有喧嘩出殯行列經過，法師若有所感對弟子說：「我死後坐缸放在寺裡，六年後再開缸看。」清嚴法師弟子常明法師解釋：「坐缸就是將圓寂者的肉身，放在大水缸坐著，然後在上面以另一大水缸覆蓋，缸內放置木炭、石灰、香包吸收水份。」
清嚴法師圓寂後的坐缸儀式是弟子先將法師肉身盤坐於藤椅上，坐缸備妥後，為法師穿上黑色海青、黃色袈裟、頭戴上鳳帽，再以兩缸覆合。清嚴法師所坐的缸原供奉於海藏寺中，為了不違背傳統殮葬習俗，先在台北市吳興街拇指山暫厝，滿百日移三張犁，再供奉於所建的小木屋中。
民國六十五年元月二十一日，清嚴法師已坐缸六年，起缸顯示，肉身表存完好，體呈琥珀色，鬚甲略有增長，法相莊嚴，成為繼慈航法師後，台灣第二位全身舍利保存的肉身菩薩。消息傳出，轟動全台，台灣各媒體均以顯著的篇幅報導。兩個月期間，吸引十萬以上民眾湧入瞻仰清嚴肉身菩薩法相，由此因緣，接引了無數人信佛修行。
民國六十五年三月二十日，中國佛教會將清嚴法師的肉身由吳興街姆指山移往善導寺中心佛壇，由佛教長老如白聖等五十餘位共同舉行「清嚴和尚肉身成道紀念法會」七天。
民國八十六年在清嚴圓寂二十餘年後，海藏寺因年久失修，其大弟子常明尼師主持，並得到十方建設開發公司的營建協助，進行重建。重建後的佛寺為七層樓建築，除了大雄寶殿之外，紅色的大門儁有法師語錄「不愁無廟，只愁無道」，一樓大殿為「清嚴肉身菩薩紀念堂」，清嚴法師裝金完成的肉身，安奉於此，繼續接引有緣眾生。

## 修行風格
清嚴法師以念佛為主，清晨二時起床，午休一小時，晚上十一時就寢，每天休息僅四、五小時。由於清嚴法師以修行為重，不尚莊嚴佛寺，很難得知外觀如一般民宅的海藏寺，就是法師所建的佛寺。清嚴法師「不愁無廟，只愁無道」一偈，正顯示法師所側重者，此或能代表清嚴法師的門風。
清嚴法師，捨棄名利，潛心苦修，經常以市場的棄葉或野生植物為食，吃過最好的食物只是豆腐。「苦行一輩子，芒鞋百衲破笠，若貧兒、若丐人」，雖然默默無聞，不以為意。法師住錫海藏寺的時期，以梵唄念佛接眾，由於唱念梵唄相當獨到，普受大眾讚嘆。在台北期間，曾接任中國佛教會理監事，以及台北縣佛教支會顧問等職，為振興佛教而發聲。
清嚴肉身菩薩一生示現平凡，身教示眾，待人謙和，隨緣度眾。平日默訥寡言，精進修持，持戒精嚴，數十年如一日。憑著戒定慧之力，及慈悲願心，故能肉身道成。「一句彌陀最方便，不费功夫不費錢。若能一念不間斷，何愁不到法王前。」正是清嚴肉身菩薩成道的最佳寫照。